# 油尖旺區

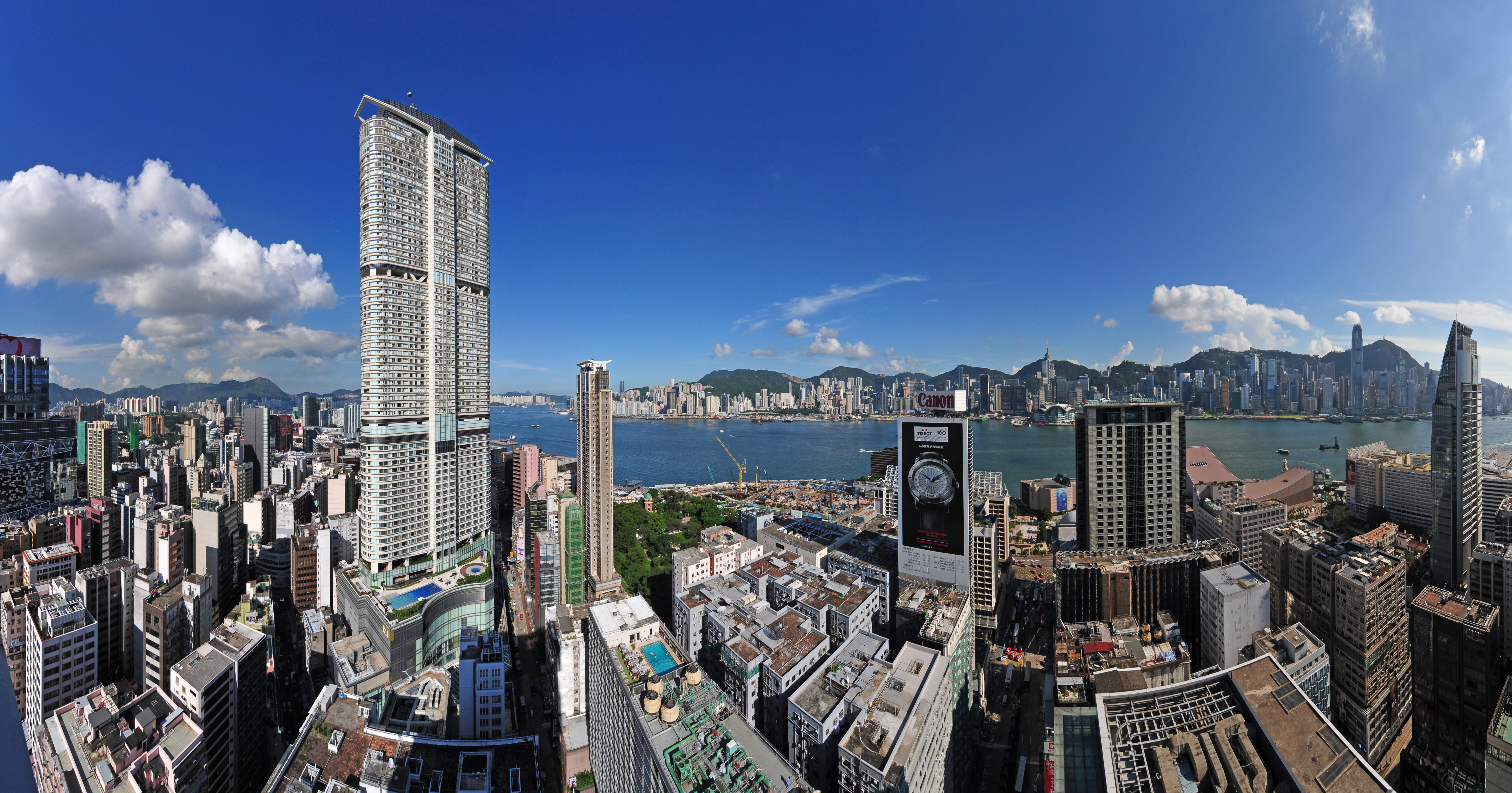
尖沙咀

油尖旺區（英語：Yau Tsim Mong District）是香港十八區之一，位處九龍半島西南部。根據2021年的人口統計，油尖旺區的人口有310,647人。油尖旺區是香港十八區中面積最小的一個。

## 歷史
「油尖旺區」由1982年成立的「油尖區」及「旺角區」於1994年合併而成。名字由該區的三個主要區域——油麻地、尖沙咀和旺角的字首組合而成。在合併以前，旺角區一直是全香港面積最小的區。旺角區雖然面積小，但人口密度極高。即使現在油尖旺區有20個區議會議席，當中有10個議席也是在以前的旺角區或在旺角區旁邊的西九龍新填海區。
油尖旺區當中的旺角區歷史比人們想像的要悠久得多。例如，二零零四年五月七日在旺角豉油街和通菜街交界處的考古發現，顯示最晚在東漢時代，旺角區已經有居民（該考古遺址還發現兩晉時期和唐代的陶器，炊具等 ). 
根據郭裴《粵大記》記載，油尖旺區的尖沙咀早於明朝已有人聚居，不過，旺角地區直到19世紀之前仍頗為荒蕪，只有數條村落。清代嘉慶二十四年刊行的《新安縣誌》，標有芒角（即今天旺角），尖沙咀村而還沒有油麻地的名字，估計油麻地是在香港被英國管治後，才開始興旺。1840年鴉片戰爭期間，大清帝國軍隊曾派重兵駐守，並與英軍多次交戰。1860年，根據《北京條約》，界限街以南的九龍半島被割讓予大英帝國，範圍包括現時整個油尖旺區。其後該地得到大力發展，至今已演變成為繁榮的市區區域之一。
2017年市區重建局推行油旺地區規劃研究，探討油麻地及旺角兩個舊區的土地使用效益及復修模式，以更佳方法善用土地，應付社會各種發展需要。

## 民政事務專員
現任油尖旺區民政事務專員為余健強先生，於2020年3月18日接替蔡亮出任該區專員。

### 歷任油尖旺民政事務專員
- 潘婷婷女士（任期：1997年-1999年9月12日）
- 陳美嘉女士（任期：1999年9月13日-2000年9月5日）
- 蔡志華先生（任期：2000年9月6日-2006年3月22日）
- 周慧芬女士（任期：2006年3月23日-2008年2月24日）
- 郭黃穎琦女士（任期：2008年2月25日-2012年9月16日）
- 何小萍女士（任期：2012年9月17日-2014年8月24日）
- 蔡亮女士（任期：2014年8月25日至2020年3月17日）
- 余健強先生（任期：2020年3月18日至今）

## 統計資料
根據2011年的人口普查資料，油尖旺區的人口資料如下：
| 人口特徵 - 人口： 307,878 人 - 15歲以下： 12.3% - 15至24歲： 9.6% - 25至44歲： 34.4% - 45歲至64歲： 29.1% - 65歲及以上： 14.5% - 年齡中位數： 41.1 歲 - 十五歲及以上從未結婚人口比例 - 男性： 31.0% - 女性： 28.3% 教育 - 20歲及以上非就學人口具專上教育程度比例： 31.8% 勞動人口特徵 - 勞動人口： 162,562 人 - 勞動人口參與率 - 男性： 68.1% - 女性： 53.6% - 合計： 60.2% - 工作人口每月主業收入中位數： 13,000 港元 | 住戶特徵 - 家庭住戶數目： 112,986 戶 - 家庭住戶平均人數： 2.7 人 - 家庭住戶每月收入中位數： 22,070 港元 房屋特徵 - 有家庭住戶居住的屋宇單位數目： 111,545 個 - 每個屋宇單位的平均家庭住戶數目： 1.013 戶 - 自置居所住戶在家庭住戶總數目中所佔的比例： 61.7% - 家庭住戶每月按揭供款及借貸還款中位數： 8,840 港元 - 按揭供款及借貸還款與收入比率中位數： 22.5% - 家庭住戶每月租金中位數： 5,410 港元 - 租金與收入比率中位數： 26.0% |

## 社區環境

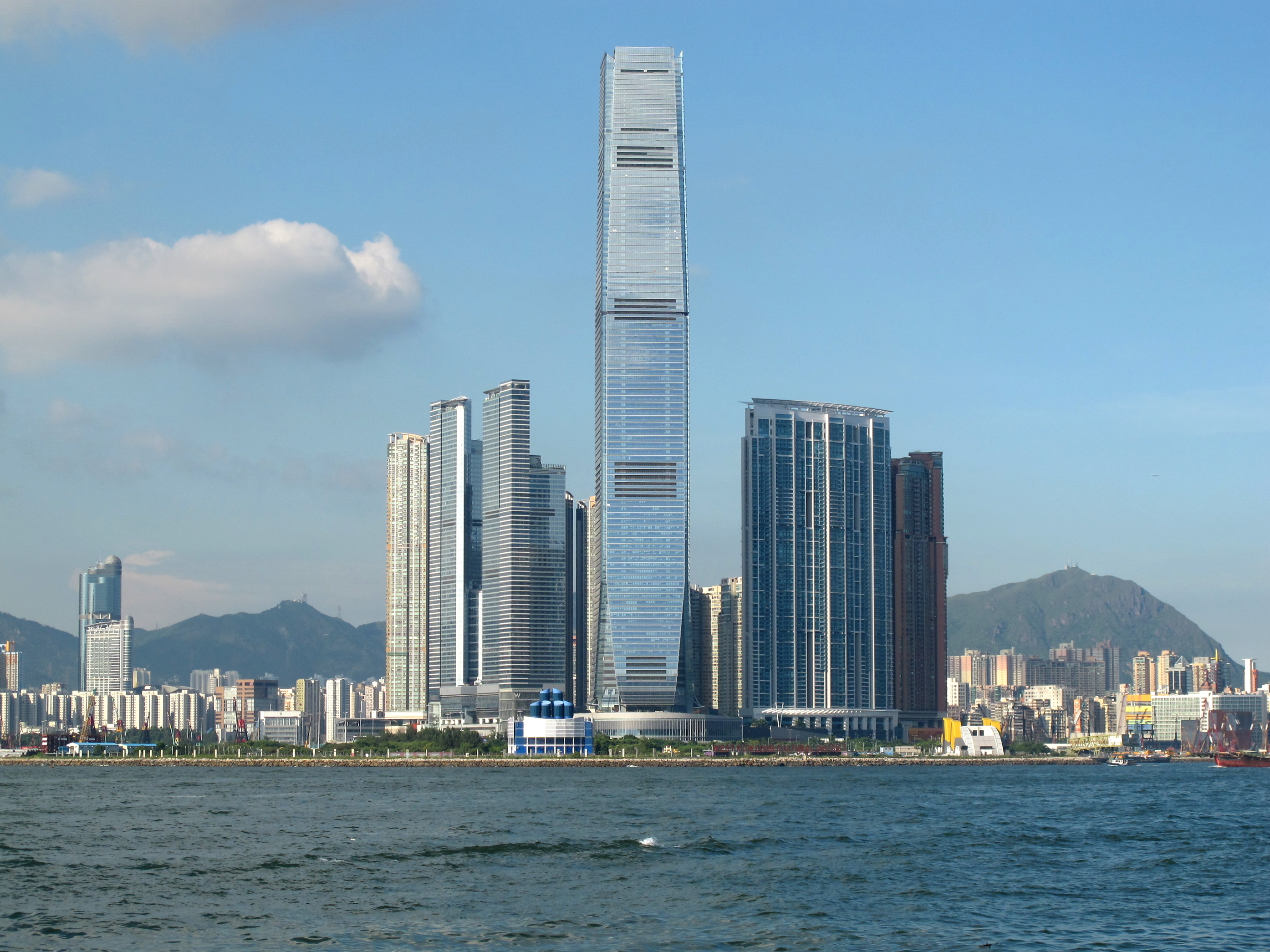
九龍站Union Square豪宅區

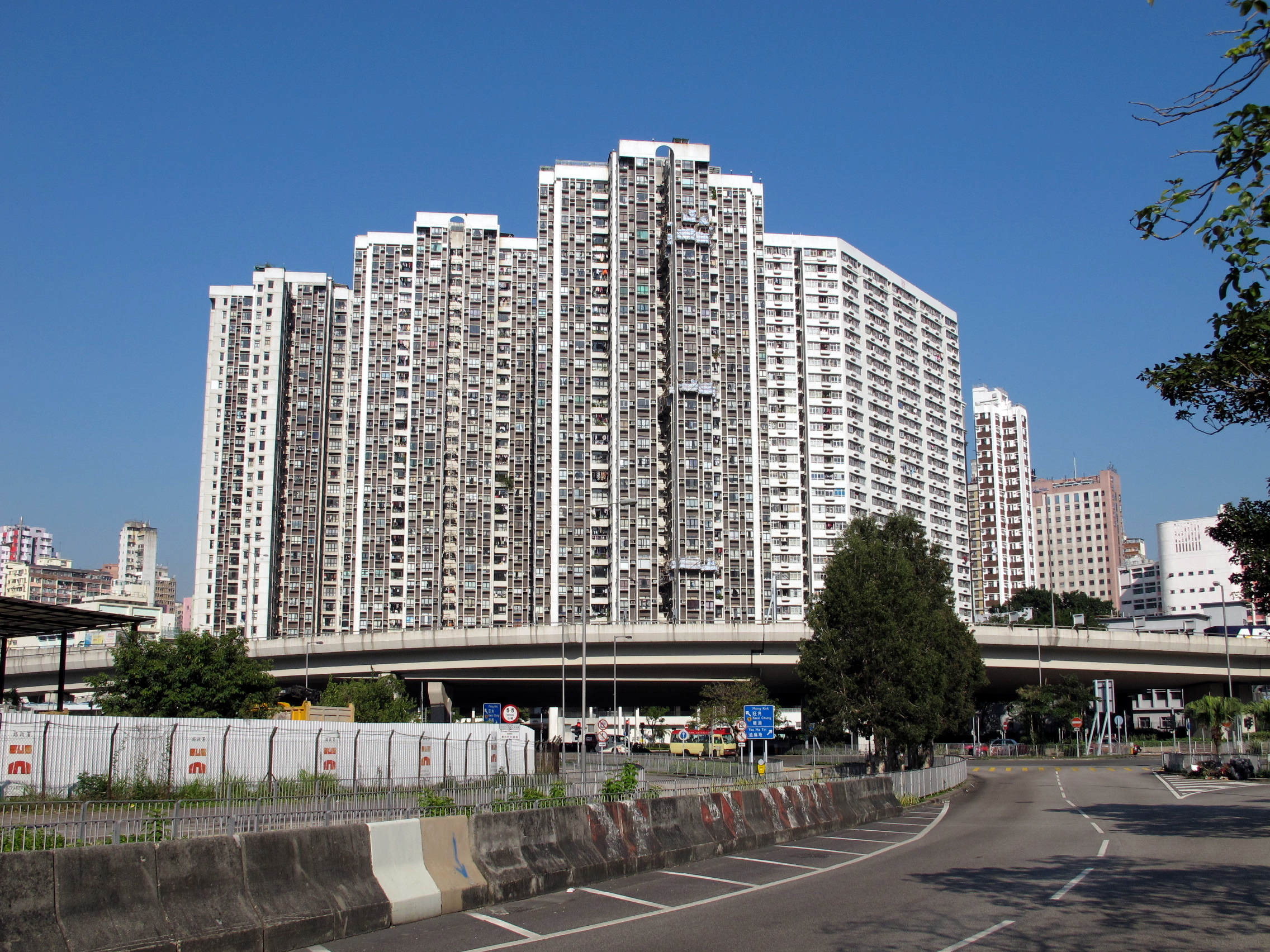
駿發花園

### 公共屋邨
- 海富苑 (同時作公屋及居屋)

### 私人屋苑
- 名鑄
- 凱譽
- 港景峰
- 御金國峰
- Grand Austin
- 天璽
- 凱旋門
- 君臨天下
- 漾日居
- 擎天半島
- 港景峰
- 柏景灣
- 帝柏海灣
- 帝峯 · 皇殿
- 瓏璽
- 維港灣
- 凱帆軒
- 港灣豪庭
- 文華新村
- 大同新邨
- 浪澄灣
- 君匯港
- 一號銀海
- 窩打老道8號
- Skypark
- 別樹一居
- 麥花臣匯
- 都會軒
- 君頤峰
- 京士柏山
- 帝庭園
- 爵士花園
- 嘉文花園
- 駿發花園 (香港房屋協會屋邨，有出租和出售部分)
- 富榮花園

### 大型商場

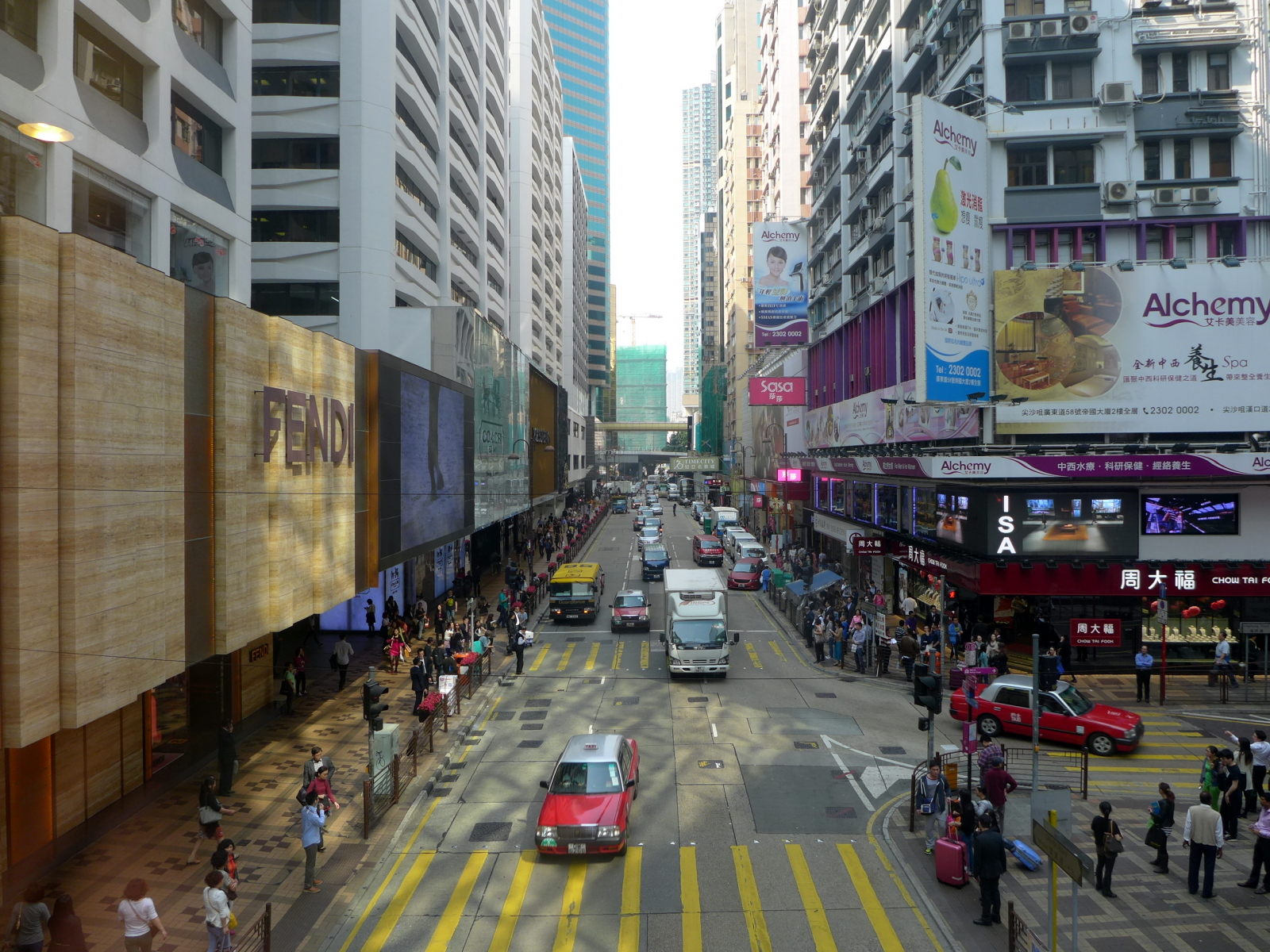
尖沙咀廣東道一帶為國際名店集中地

油尖旺區是香港商場最多的地區。
| - 信和中心 - 旺角電腦中心 - 新世紀廣場 - 先達廣場 - 朗豪坊 - 奧海城 - 海港城 - 國際廣場 | - 圓方 - 中港城 - 星光行 - 美麗華商場 - K11 - K11 MUSEA - 重慶大廈 - 加拿芬廣場 |

### 商業大厦
- 環球貿易廣場[5]
- Victoria Dockside
- K11 ATELIER

## 公共設施

### 大專院校
- 香港專上學院 (西九龍校園)
- 東華學院
- 明愛白英奇專業學校油麻地分校
- 香港專業進修學校佐敦培訓中心
- 華夏書院

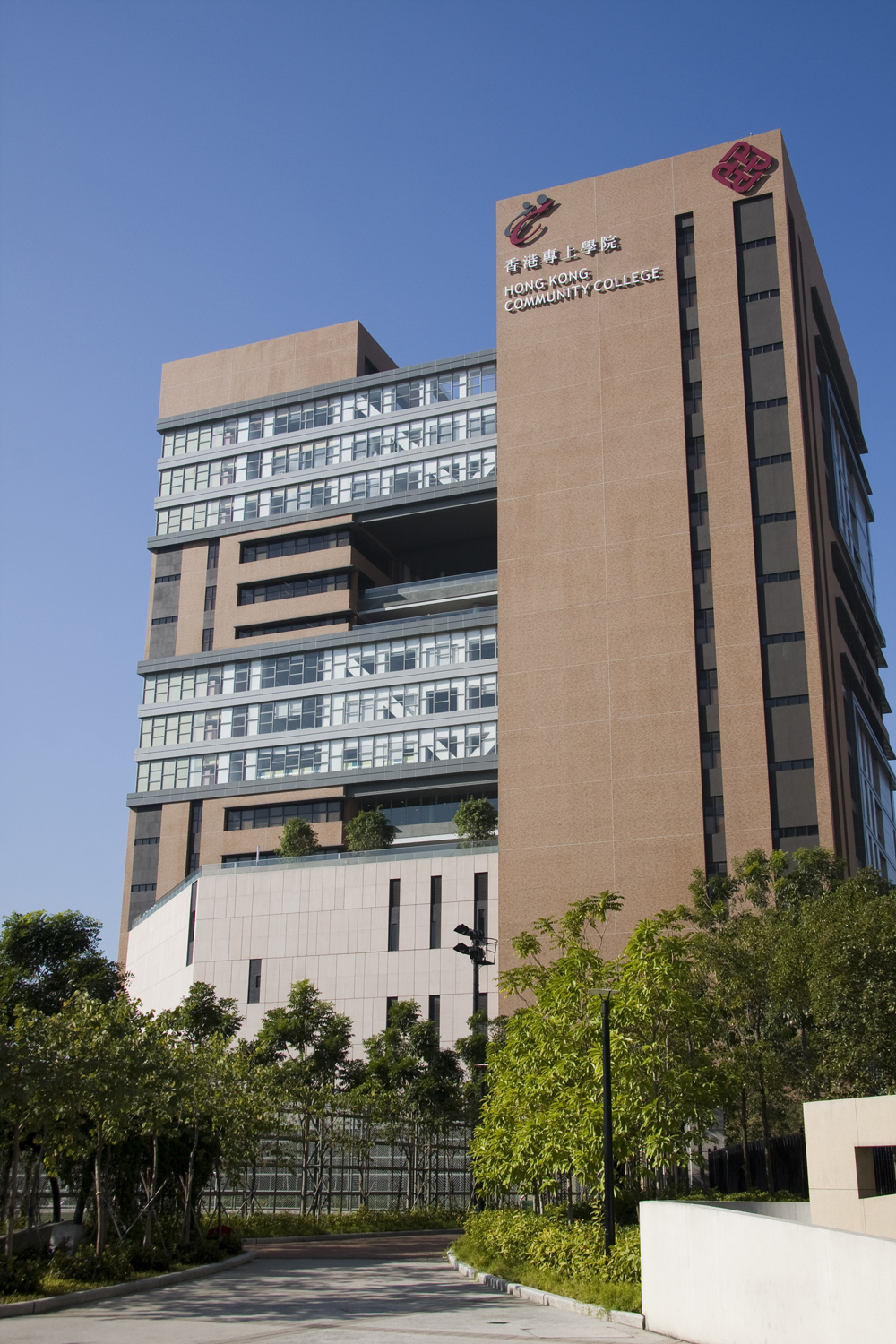
香港專上學院(西九龍校園)

- 香港中文大學專業進修學院：九龍尖沙咀漆咸道南39號鐵路大廈、尖沙咀加連威老道98號東海商業中心、尖沙咀漆咸道南67 號安年大廈
- 香港浸會大學持續教育學院：尖沙咀彌敦道136 號A尖沙咀街坊福利會大廈
- 嶺南大學持續進修學院：尖沙咀東麼地道66 號尖沙咀中心
- 香港城市大學專業進修學院：尖沙咀東麼地道77號華懋廣場
- 香港理工大學教學酒店綜合大樓唯港薈：尖沙咀科學館道17號
- 香港商業專科學校：尖沙咀柯士甸道81號
- 香港浸信會聯會專業書院：尖沙咀柯士甸道33-39號（1982年-1986年)

#### 基督宗教神學院校
- 中華神學院尖沙咀教育中心(1964年-2007年)

### 中學教育

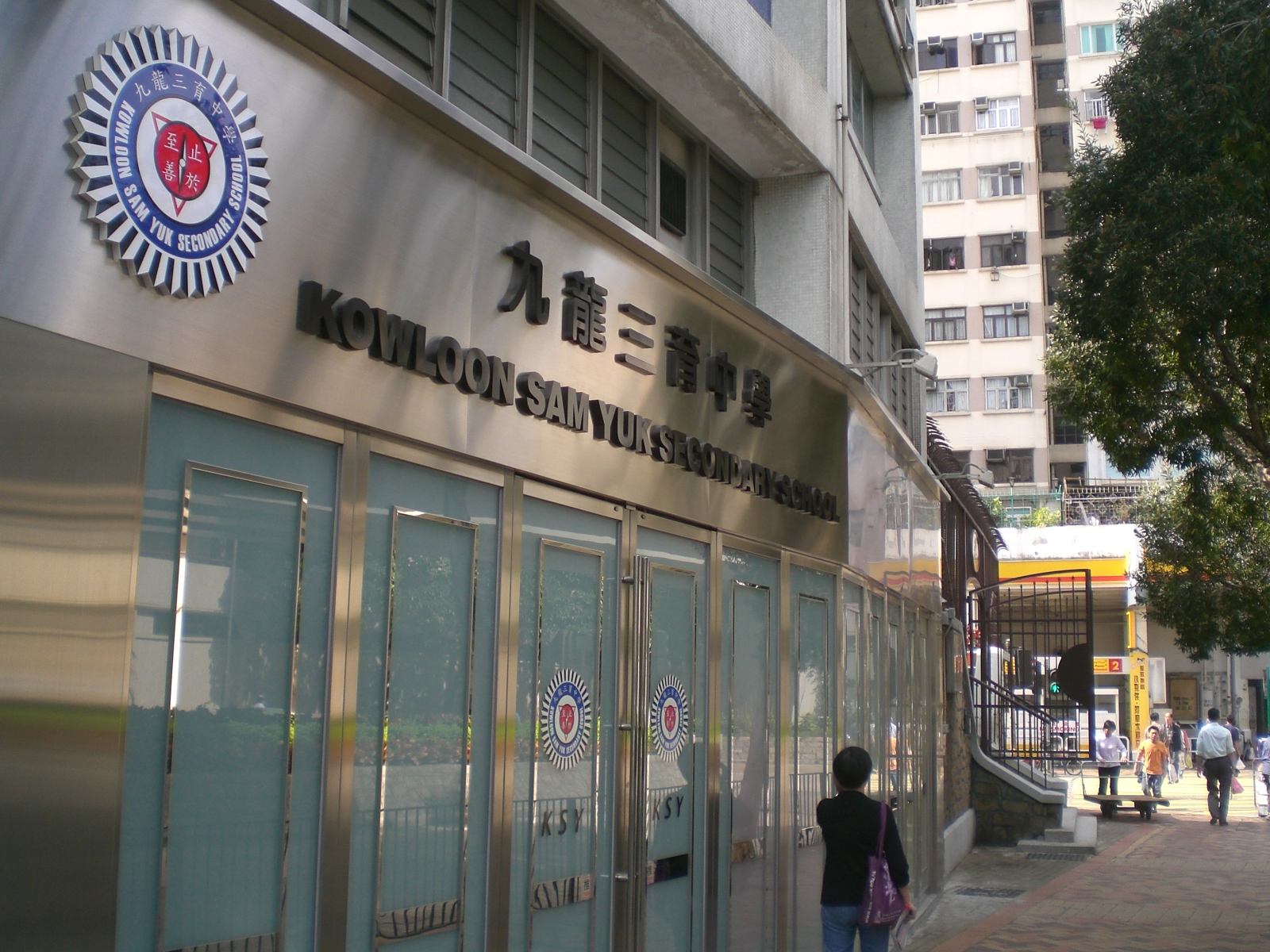
九龍三育中學（初中部），界限街

| - 官立嘉道理爵士中學（西九龍） - 嘉諾撒聖瑪利書院 - 九龍華仁書院 - 麗澤中學 - 聖公會諸聖中學 - 伊利沙伯中學 - 聖芳濟書院 - 港九潮州公會中學 |  | - 循道中學 - 基督教香港信義會信義中學 - 天主教新民書院 - 中華基督教會銘基書院 - 真光女書院 - 世界龍岡學校劉皇發中學 - 保良局莊啟程預科書院 |  | - 拔萃女書院 - 九龍三育中學 - 香港管理專業協會李國寶中學 |

### 小學教育

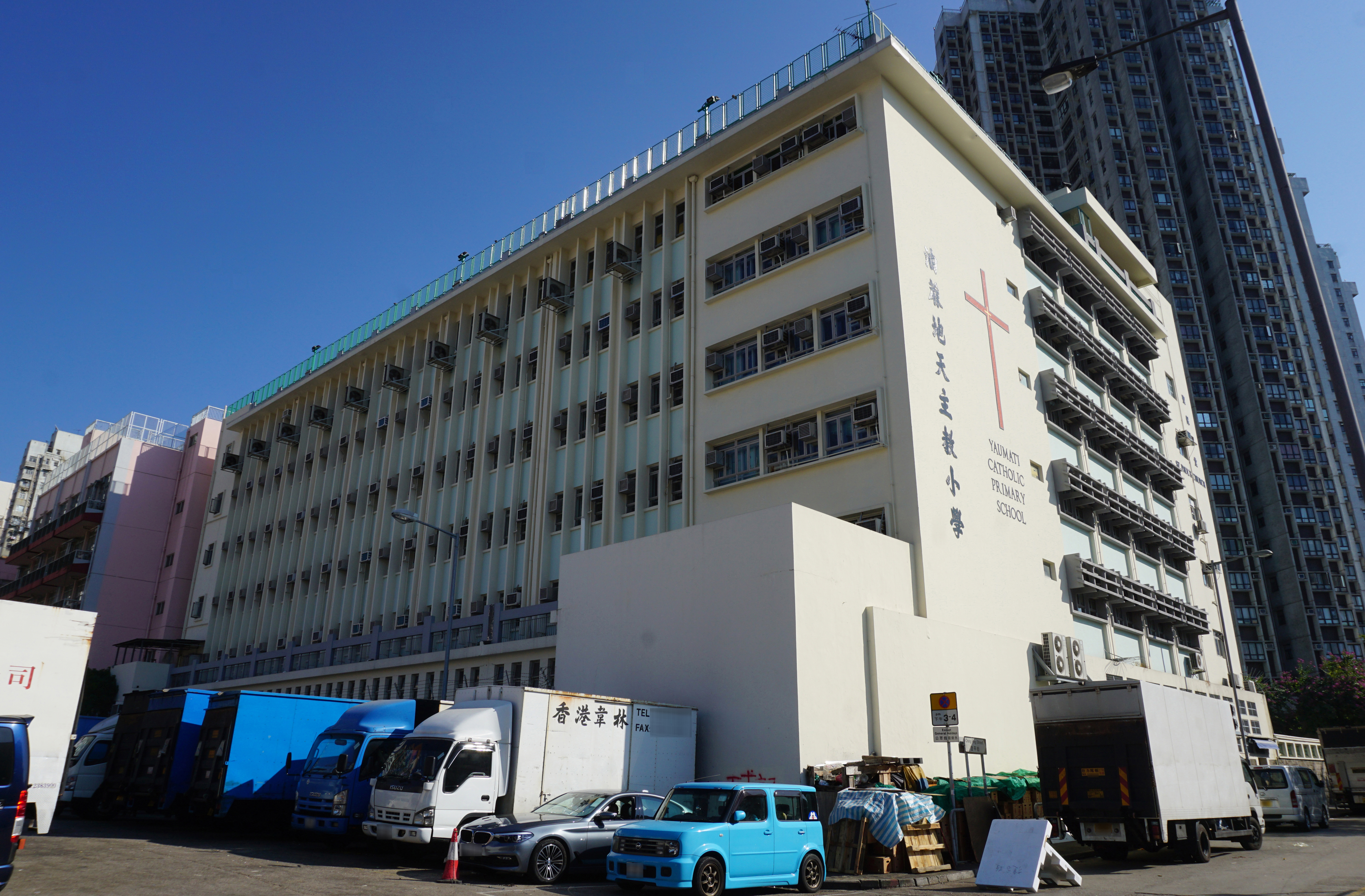
油蔴地天主教小學

| - 嘉諾撒聖瑪利學校 - 德信學校 - 循道學校 - 佐敦道官立小學 - 廣東道官立小學 - 油蔴地天主教小學 - 油蔴地天主教小學 (海泓道) - 東華三院羅裕積小學 - 中華基督教會灣仔堂基道小學 - 油蔴地街坊會學校 - 東莞同鄉會方樹泉學校 |  | - 中華基督教會協和小學 - 塘尾道官立小學 - 聖公會基榮小學 - 鮮魚行學校 - 路德會沙崙學校 - 中華基督教會基全小學 - 大角嘴天主教小學 - 大角嘴天主教小學 (海帆道) |  | - 拔萃女小學 - 保良局陳守仁小學 |

### 醫療服務
公營醫院（九龍中聯網）
- 廣華醫院– 地區性全科醫院，提供急症及不同專科的緊急及非緊急服務服務。
- 伊利沙伯醫院 – 大型綜合醫院，提供24 小時全面醫療服務。

## 旅遊

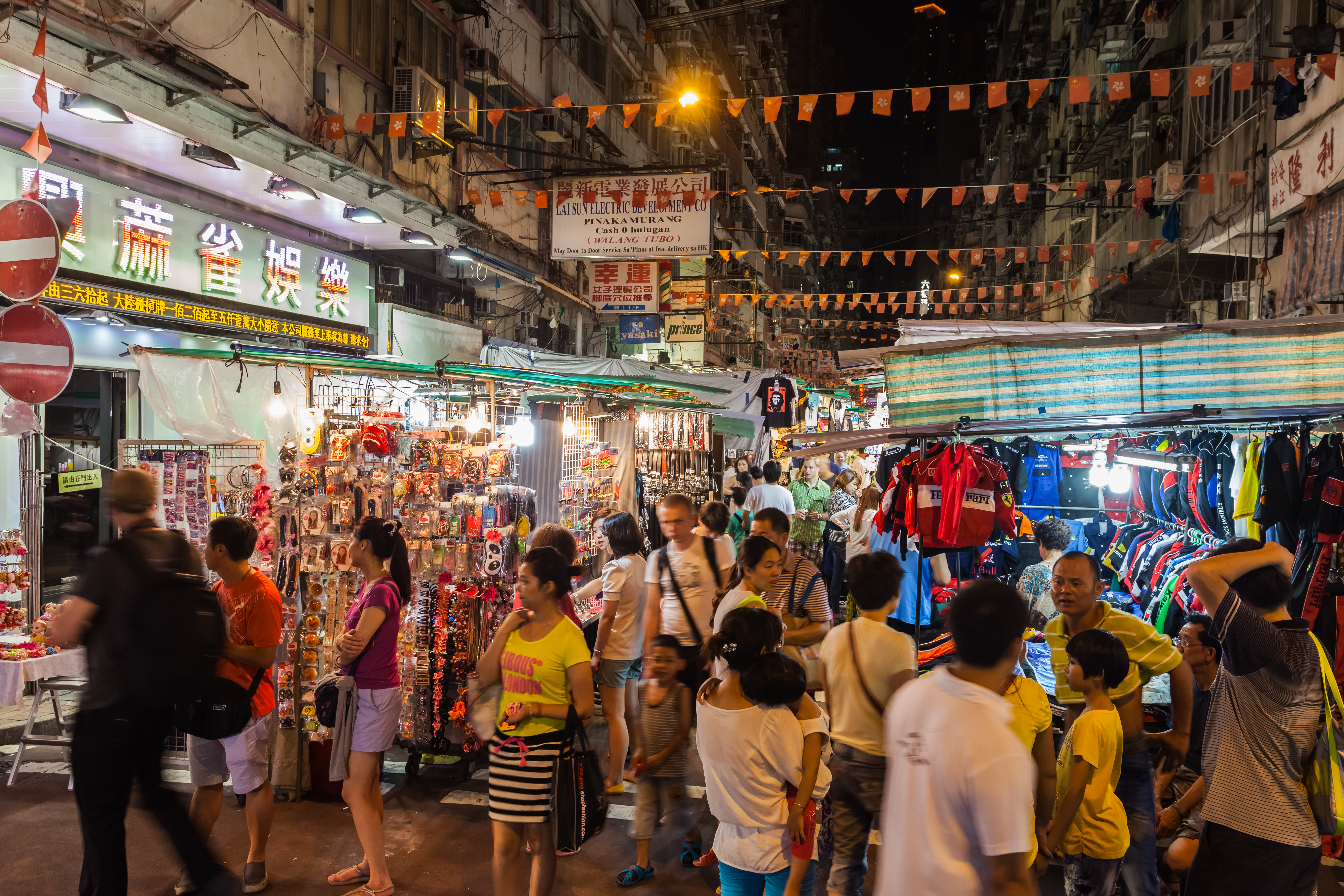
廟街夜市

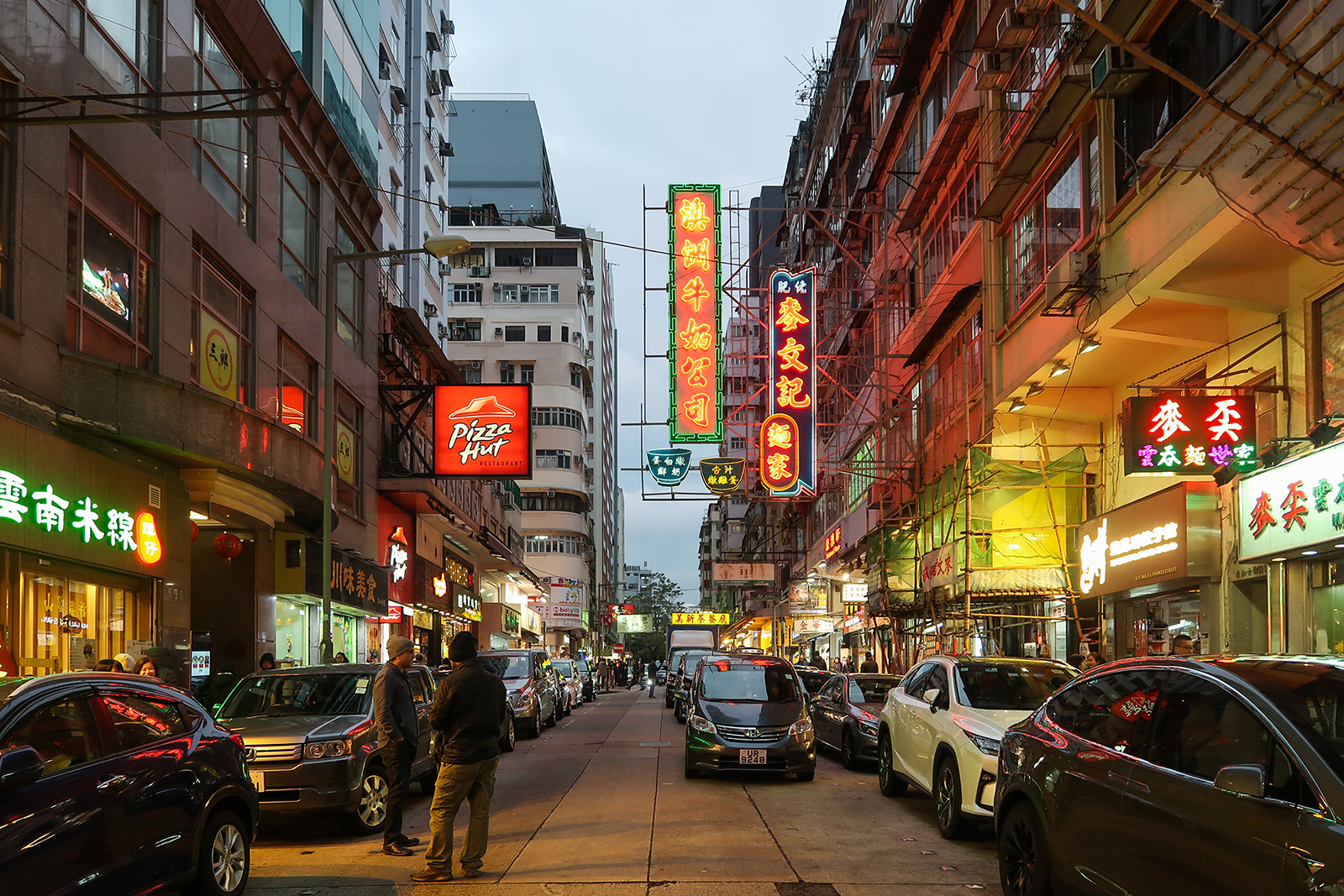
白加士街霓虹燈招牌富香港特色，但屋宇署指違例需清拆，招牌在2018年2月全部已消失

### 旺角
- 西洋菜南街
- 女人街（通菜街，由登打士街至亞皆老街之一段）
- 雀鳥市場（園圃街）
- 旺角花墟（花墟道）
- 金魚街（通菜街，由太子道西至旺角道一段）
- 波鞋街（花園街，亞皆老街以南一段）

### 油麻地
- 廟街玉器市場

### 尖沙咀

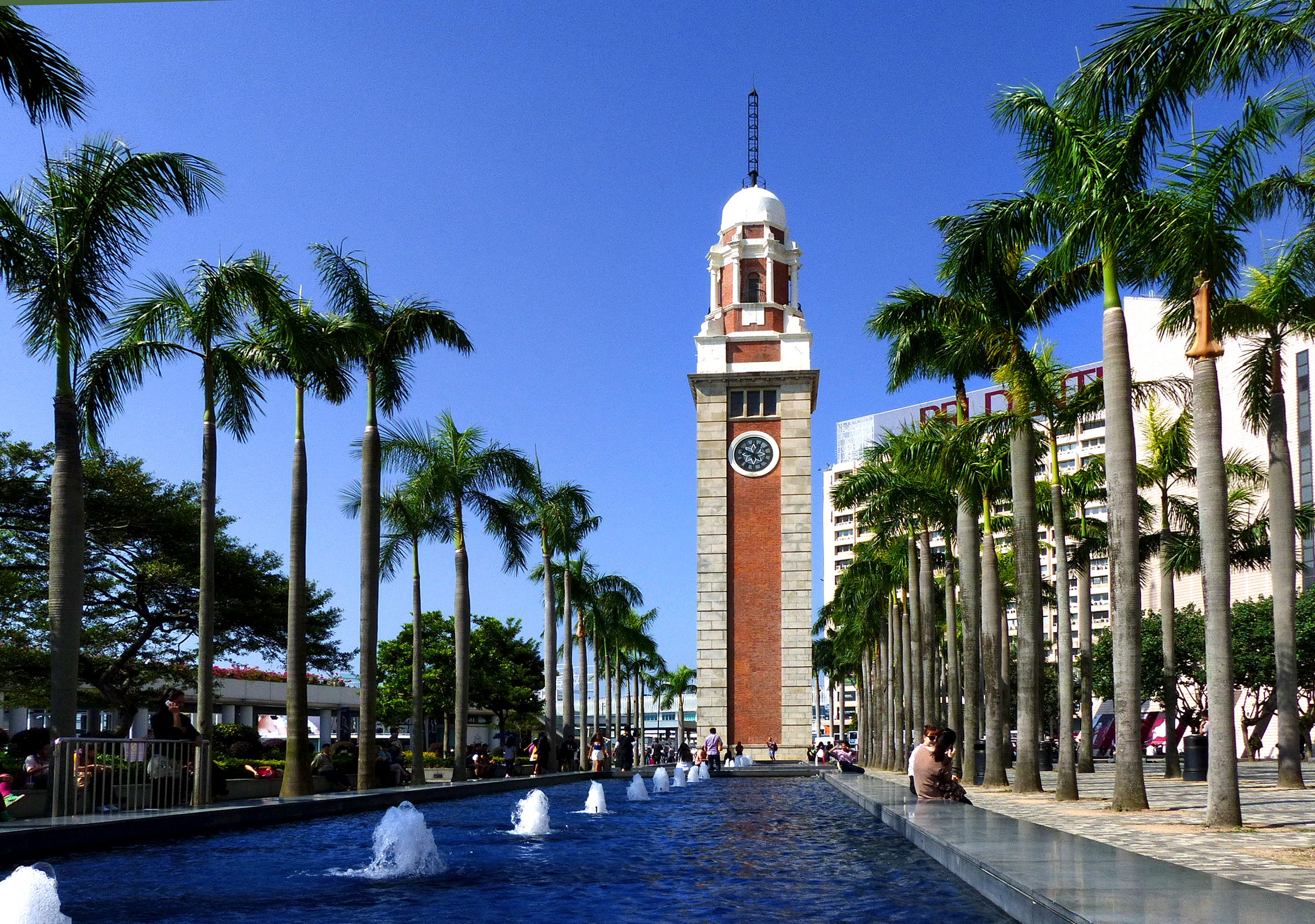
尖沙咀鐘樓

- 九龍公園
- 香港太空館
- 香港藝術館
- 香港文化中心
- 尖沙咀鐘樓
- 尖沙咀海濱花園
- 星光大道（尖沙咀海旁，香港洲際酒店對出）
- 香港科學館
- 香港歷史博物館
- 香港文物探知館
- 諾士佛台
- 維多利亞港[6]
- K11 MUSEA
- 香港崇光百貨[7]

### 西九文化區
- M+
- 戲曲中心
- 西九藝術公園
- 香港故宮文化博物館
- 演藝綜合劇場

## 交通

### 港鐵
- █  荃灣綫：太子站、旺角站、油麻地站、佐敦站、尖沙咀站
- █  觀塘綫：太子站、旺角站、油麻地站
- █  東涌綫：九龍站、奧運站
- █  機場快綫：九龍站
- █  東鐵綫：旺角東站、紅磡站
- █  屯馬綫：柯士甸站、尖東站、紅磡站
- █  高速鐵路 ：香港西九龍站

### 道路
幹線道路
- 1號幹線：海底隧道（紅隧）
- 3號幹線：西區海底隧道、西九龍公路
- 5號幹線：西九龍走廊

市區道路
- 界限街
- 太子道西
- 彌敦道
- 亞皆老街
- 窩打老道
- 櫻桃街
- 廣東道
- 上海街
- 加士居道
- 漆咸道南
- 柯士甸道
- 佐敦道
- 渡船街
- 梳士巴利道
- 荔枝角道 (彌敦道至界限街段)
- 大南街 (太子道西至界限街段)

### 巴士
巴士
專線小巴
紅色公共小巴
- 佐敦道有7條公共小巴路線，旺角有19條公共小巴路線，來往港九新界各區。

### 渡輪
渡海小輪
- 尖沙咀 ⇄ 中環
- 尖沙咀 ⇄ 灣仔
- 中港碼頭設有多條航線往來澳門、珠海、中山、斗門、順德、東莞太平港、廣州番禺、肇慶、新會等城市。

## 政黨辦事處
- 民主黨總部，位處太子。
- 民主黨九龍西支部，位處尖沙咀北。
- 香港民主民生協進會總部，位處油麻地。
- 中國國民黨港澳總支部，位處油麻地。
- 民建聯油尖旺支部，位處佐敦。

## 區議會
油尖旺區議會是香港十八個區議會之一，負責協助處理油尖旺區的事務，共有20名議員，現屆油尖旺區議會全數由建制派主導。

## 外部連結
22°19′17″N 114°10′21″E / 22.32139°N 114.17250°E
- 油尖旺區議會
- 油尖旺區分界圖 （页面存档备份，存于）
- 政府統計處網站 （页面存档备份，存于）